# Giulio Lasso

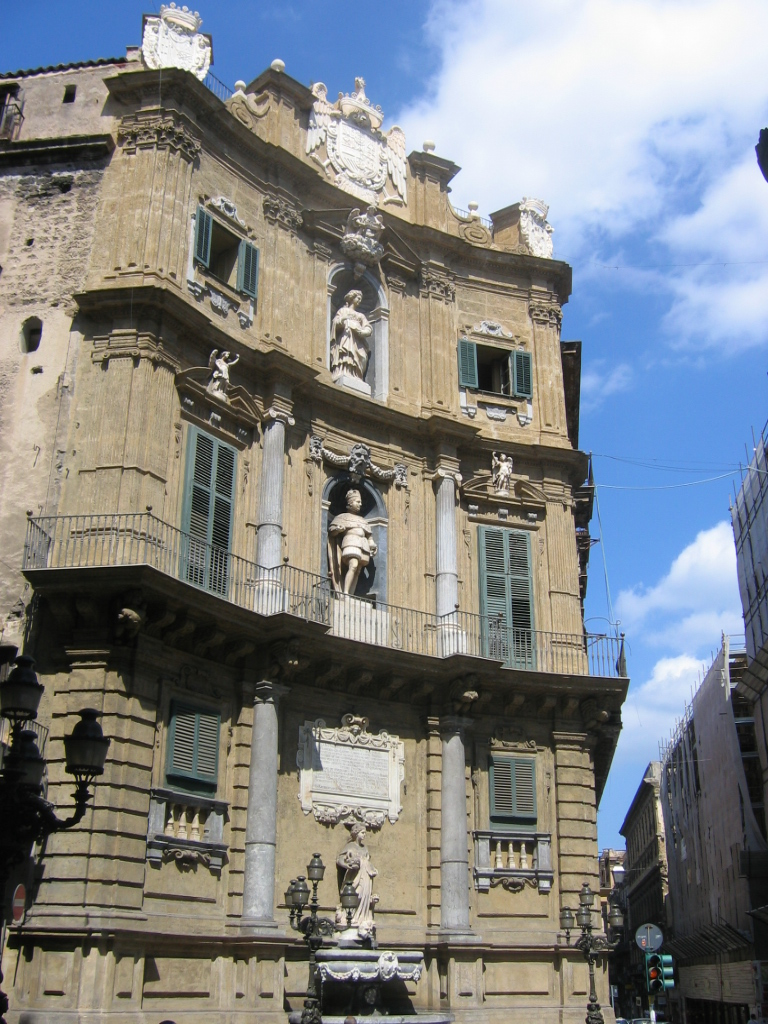
Barroco siciliano temprano: Quattro Canti, Palermo construido alrededor de 1610.

Giulio Lasso († 1617) , arquitecto italiano natural de Florencia, conocido por sus trabajos en Palermo , Sicilia. 
Fue el proyectista de la plaza de los Quattro Canti en el centro de Palermo. Esta plaza octogonal, que actualmente es un cruce de calles, es uno de los primeros ejemplos de estilo barroco en Sicilia, y también una muestra temprana de planificación urbana. 
Quattro Canti, oficialmente conocida como Piazza Vigliena, fue erigida por orden del Virrey de Sicilia (Duque de Maqueda) entre 1608 y 1620, en el cruce de las dos principales calles de Palermo, la via Maqueda y el Corso Vittorio Emanuele. La plaza presenta cuatro lados formados por las calles, y los otros materializados en cuatro edificios barrocos de fachadas idénticas, que incluyen cada uno una fuente y tres estatuas. Estas últimas, dispuestas en sucesivos niveles, representan las cuatro estaciones, los cuatro reyes españoles de Sicilia, y las cuatro patronas de Palermo, Cristina, Olivia, Ninfa y Ágata. 
La fachada sobre cada esquina es cóncava, y se eleva cuatro pisos. Las fuentes alcanzan el nivel del segundo piso, y los pisos tercero y cuarto contienen las estatuas en sus nichos. En su tiempo, la plaza fue uno de los primeros grandes ejemplos de planeamiento urbano de una ciudad europea.
Lasso no sobrevivió para ver su proyecto terminado, que se terminó bajo la supervisión de 
Mariano Smiriglio, que fue además el arquitecto del Senado de Palermo.
- Datos: Q1372111
- Multimedia: Giulio Lasso / Q1372111